# Fuego (Produzent)
Fuego (* 1985) ist ein Grammy-nominierter deutscher Musikproduzent und Songwriter, der in Berlin und Los Angeles lebt.
Fuego startete seine Karriere mit dem Album Aggro Ansage Nr. 4, das als eines der wenigen deutschen Hip-Hop-Alben mit der Goldenen Schallplatte ausgezeichnet wurde. Das Album war in Deutschland ein finanzieller Erfolg. Daraufhin produzierte Fuego für einige der großen deutschen Hip-Hop-Interpreten wie Sido, B-Tight, Aggro Berlin. Er komponiert außerdem Musik für deutsche und US-amerikanische Werbung von Unternehmen wie Ford, BMW, Audi, BET oder Capri-Sonne.
Fuegos großer Durchbruch in den USA kam 2009 mit der Veröffentlichung des Nummer-eins-Hits Whatcha Say, den er zusammen mit J. R. Rotem für den amerikanischen Sänger Jason Derulo produzierte. Whatcha Say wurde über 41 Millionen Mal bei MySpace abgespielt und 2 Millionen Mal per iTunes heruntergeladen. Damit ist Whatcha Say in den USA einer der größten Hits des Jahres 2009. Außerdem erreichte der Song in Großbritannien Platz 3 der Charts. Sein nächstes Nummer-eins-Hit-single Turn Up the Music, den Fuego für amerikanischen Sänger Chris Brown produzierte, wurde live bei der Grammy-Verleihung, beim Billboard Music Awards und bei NBA All-Star Game 2012 präsentiert. Das Video zum Song gewann MTV Video Music Award. Später wurde Rihanna’s vocal dazu aufgenommen. 2012 erhielt Fuego die Grammy-Nominierung.

## Ausgewählte Diskografie
- 2004: Aggro Berlin – Neue Deutsche Welle, Aggro Teil 4, Ich rappe (RMX), Kuess Die Faust, Maxim Ist King, Hoer Das Outro (Album – Aggro Ansage Nr. 4)
- 2005: B-Tight, Tony D – Viel Gas (Album – Aggro Ansage Nr. 5)
- 2008: Christina Milian – Us Against The World (Fuego's Get Paid In Euros Mix)
- 2008: Attitude – This Time Next Year
- 2008: Lil Scrappy – Allover The World
- 2009: Jason Derulo – Whatcha Say
- 2009: Archie Eversole, Ray Lavender – Keep Winning
- 2010: Karina Pasian – I Stand
- 2010: Jacob Latimore – Bigger
- 2010: 2DFRNT – Goodbye Love
- 2010: Hot Rod – Dance With Me
- 2010: N-Dubz – Scream My Name
- 2010: Ron Isley – No More
- 2011: Miss A – Love Alone
- 2011: Die Atzen – Schick Deine Butter
- 2011: Melissa Molinaro – Dance Floor
- 2011: Claude Kelly – Don't Tell Me
- 2011: Iggy Azalea – Pu$$y
- 2012: Chris Brown – Turn Up the Music
- 2012: Chris Brown featuring Rihanna – Turn Up the Music (Remix)
- 2012: Willow Smith – „I am me“ (featuring Sia)
- 2012: Gareth Emery – Tokyo (Fuego Remix)
- 2012: Miss A – Lips
- 2013: Kelly Clarkson – People Like Us (Fuego Remix)